# Ataque con misiles Tochka de Marib
El 4 de septiembre de 2015, los rebeldes hutíes lanzaron un misil balístico OTR-21 Tochka contra una base militar en la base militar de Safer, ubicado en la gobernación de Marib. La base estaba siendo utilizada por fuerzas militares de la coalición liderada por Arabia Saudita. El misil impactó en un depósito de municiones, provocando una enorme explosión que causó numerosas bajas entre las tropas de la coalición. En el ataque murieron 52 soldados emiratíes, 10 saudíes, cinco bahreiníes y decenas de tropas yemeníes pro-Hadi.

## Consecuencias
Un F16F Block 60 de la UAEAF conduciendo bombardeos en  conducted several airstrikes on Marib, Saná, and Sa'dah en retaliación al ataque, lo que se describió como "el ataque aéreo más duro que Saná ha sufrido". La Fuerza Aérea de los Emiratos Árabes Unidos también bombardeó la posición desde la que se cree que se disparó el misil.
Los Emiratos Árabes Unidos declararon un período de luto de tres días con la bandera de los EAU ondeando a media asta en honor a los soldados muertos en Yemen,el episodio más mortífero en la historia del ejército de los EAU. Los líderes de los Emiratos Árabes Unidos, incluidos el jeque Mohamed bin Zayed Al Nahayan, el jeque Mohammed bin Rashid Al Maktoum y los jeques del Consejo Supremo Federal, visitaron los hogares familiares de cada uno de los soldados caídos y ofrecieron sus condolencias..
El Secretario de Estado de los Estados Unidos John Kerry ofreció sus condolencias al Ministro de Asuntos Exteriores de los Emiratos Árabes Unidos Abdullah bin Zayed Al Nahayan por la muerte de los soldados emiratíes.